# Bezestínový box

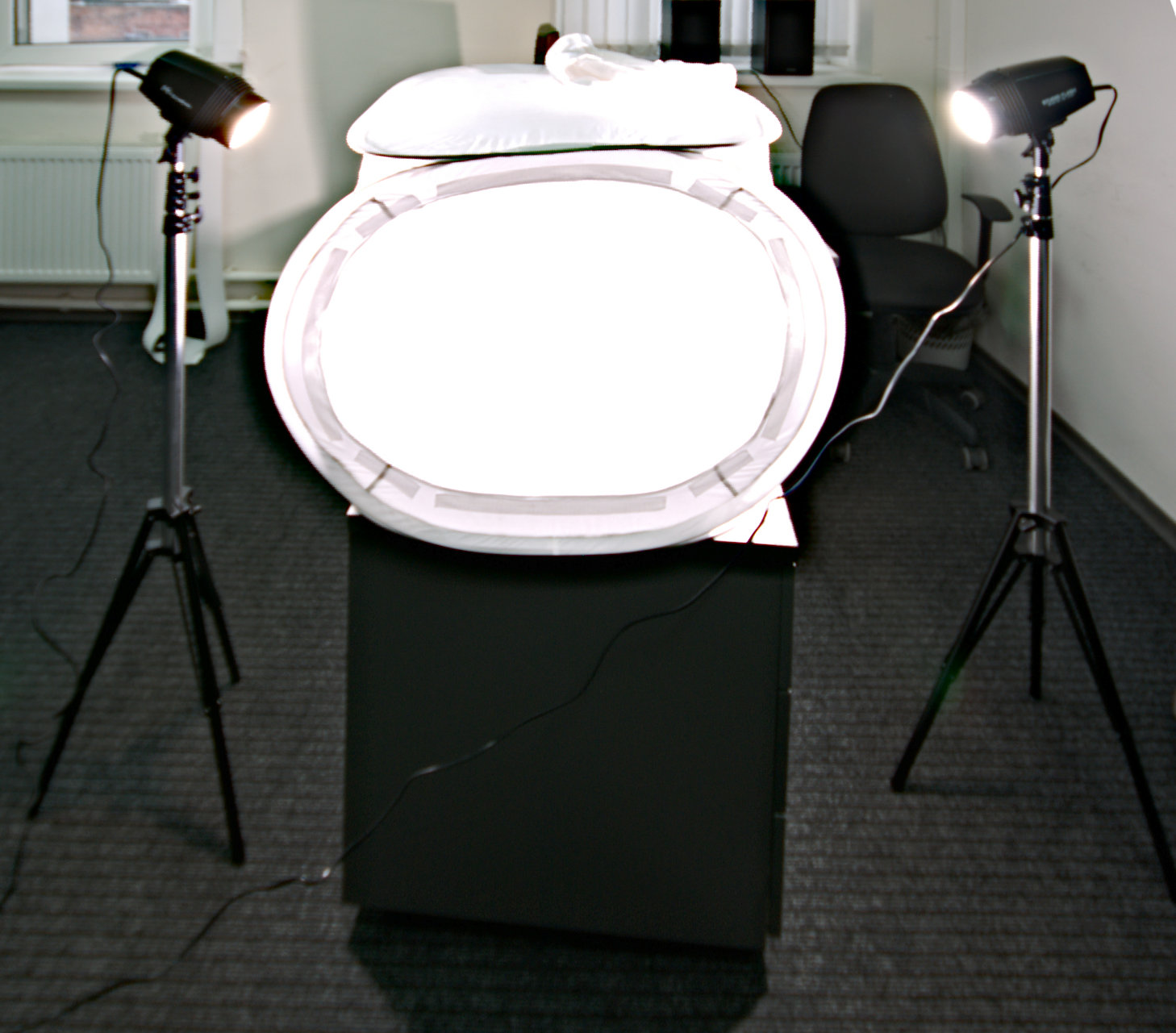
Bezestínový box v praxi

Bezestínový box, světelná skříňka, světelný tunel, bezestínový tunel, světelný stan nebo bezestínový stan (anglicky light box, nebo cubelite) je zařízení pro fotografické snímání objektů bez stínu a makrofotografie v dokonale rozptýleném světle. 

## Princip
Použití bezestínových fotografických boxů umožňuje obejít se bez příslušenství, jako jsou například softbox, deštníky a speciální objektivy. Hlavní výhodou lightboxu je absence stínů a potlačení lesků na fotografovaných objektech. Jde v podstatě o princip rovnoměrné osvětlené duté bílé koule, uprostřed které je umístěn snímaný předmět. V kouli je rozptýlené světlo a předmět je osvětlen ze všech stran rovnoměrně. Profesor Ján Šmok toto zařízení ve své knize popisuje například jako pauzovací papír na drátěné konstrukci; čím větší rozměr skříňky a čím menší otvor, tím lepší výsledky.
Existují boxy s různou barvou pozadí – například bílé, černé, modré nebo červené a také různých velikostí od třiceti do 150 cm.
Využívají se například v reklamní, fotografii skla nebo potravinářské fotografii.

## Příklady

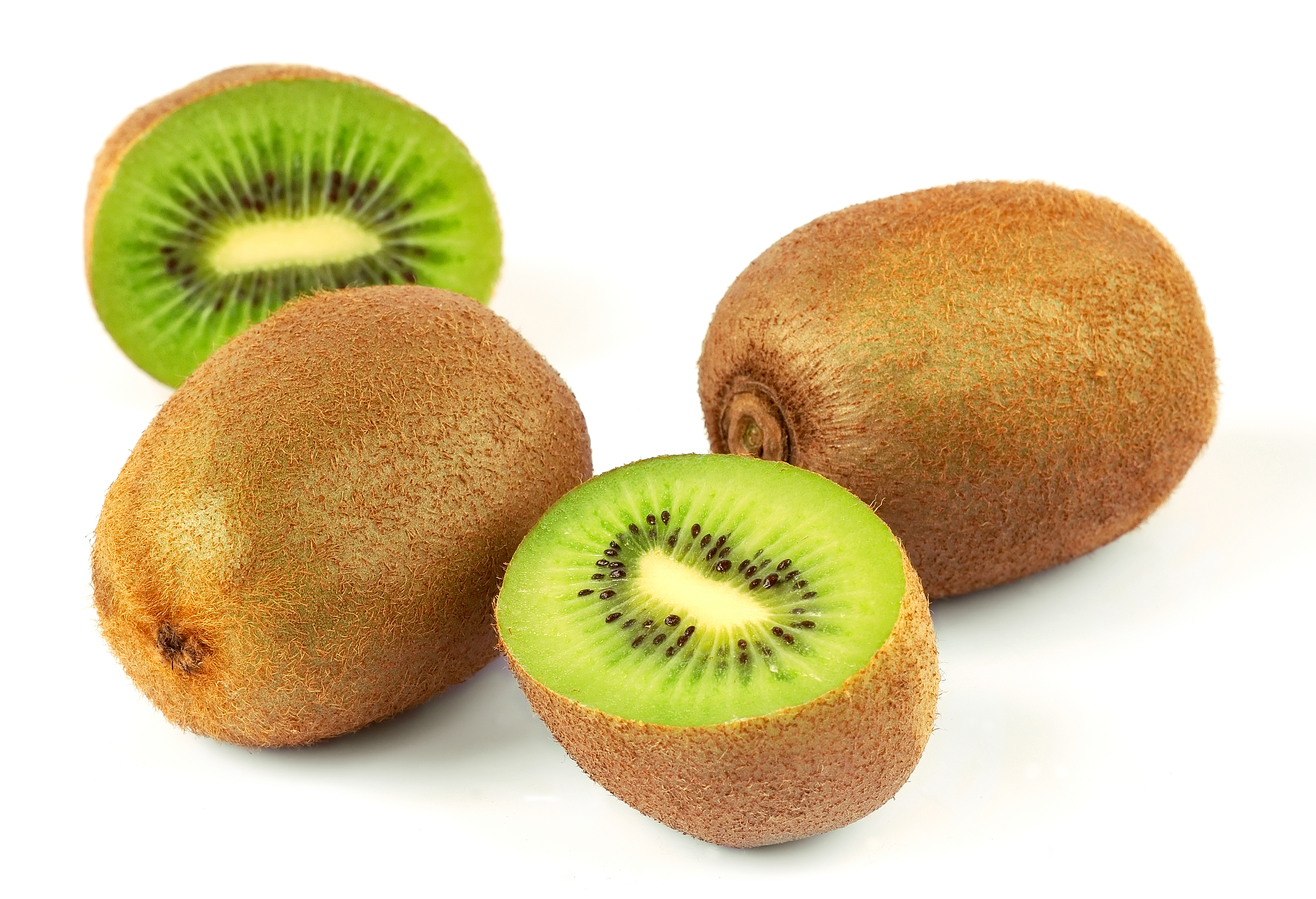
Výsledná fotografie potravin bez stínů
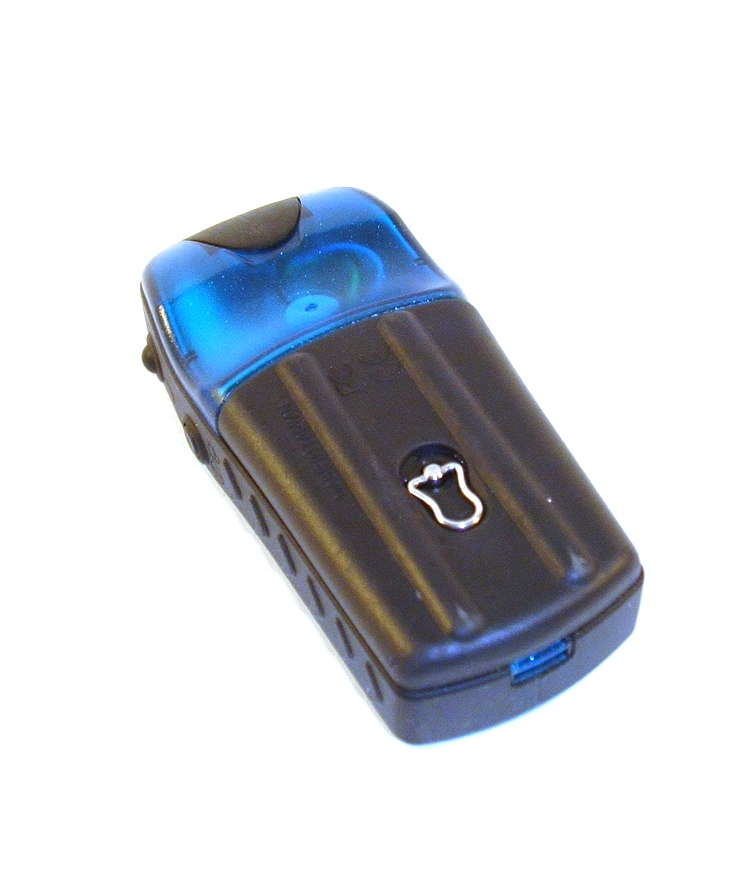
Reklamní fotografie elektroniky
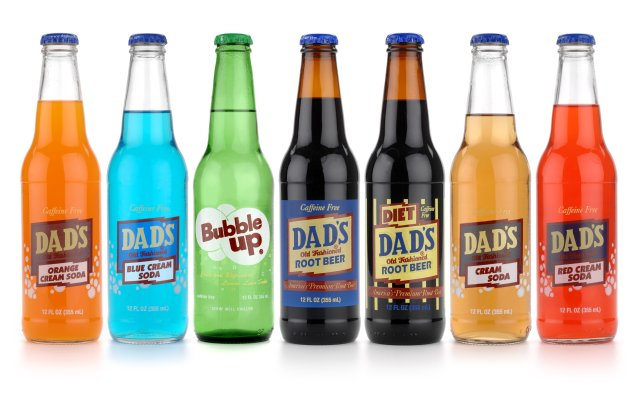
Reklamní fotografie skla
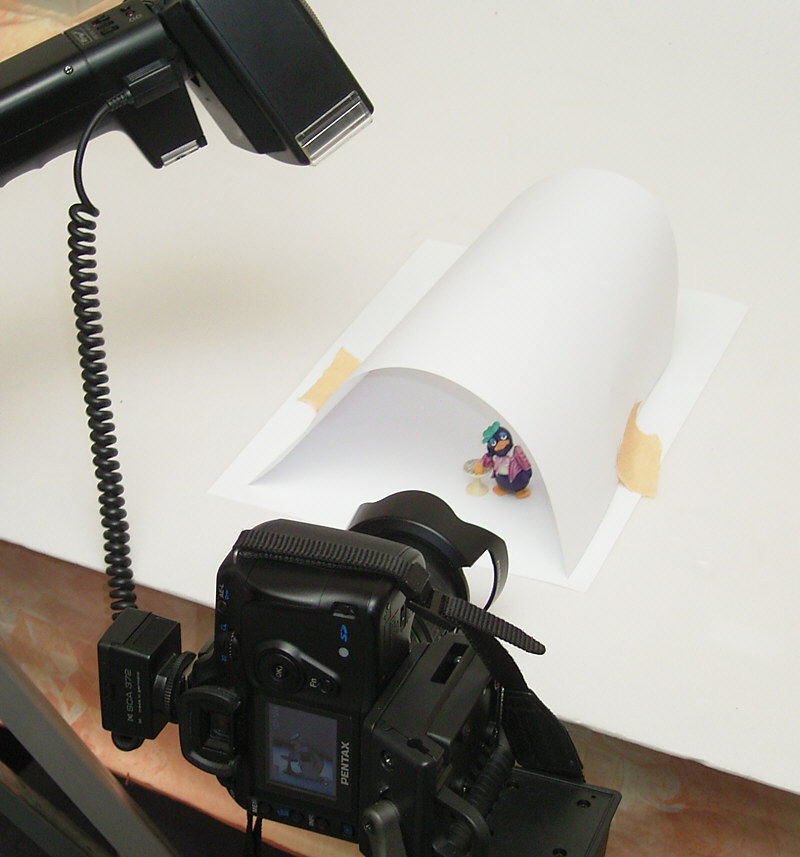
Podomácku vyrobený bezestínový box
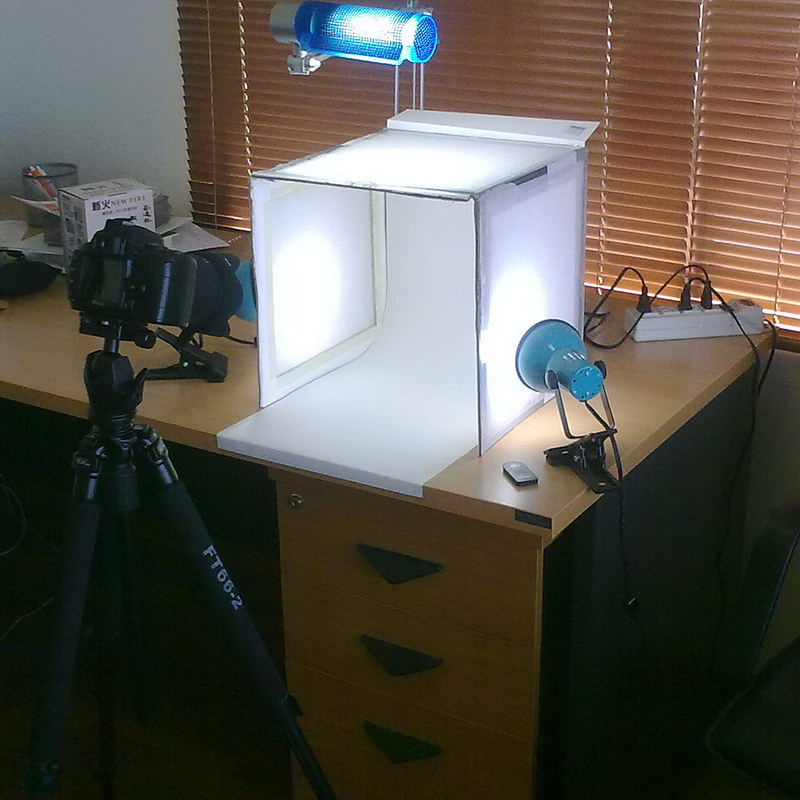
Podomácku vyrobený bezestínový box se svícením ze tří stran
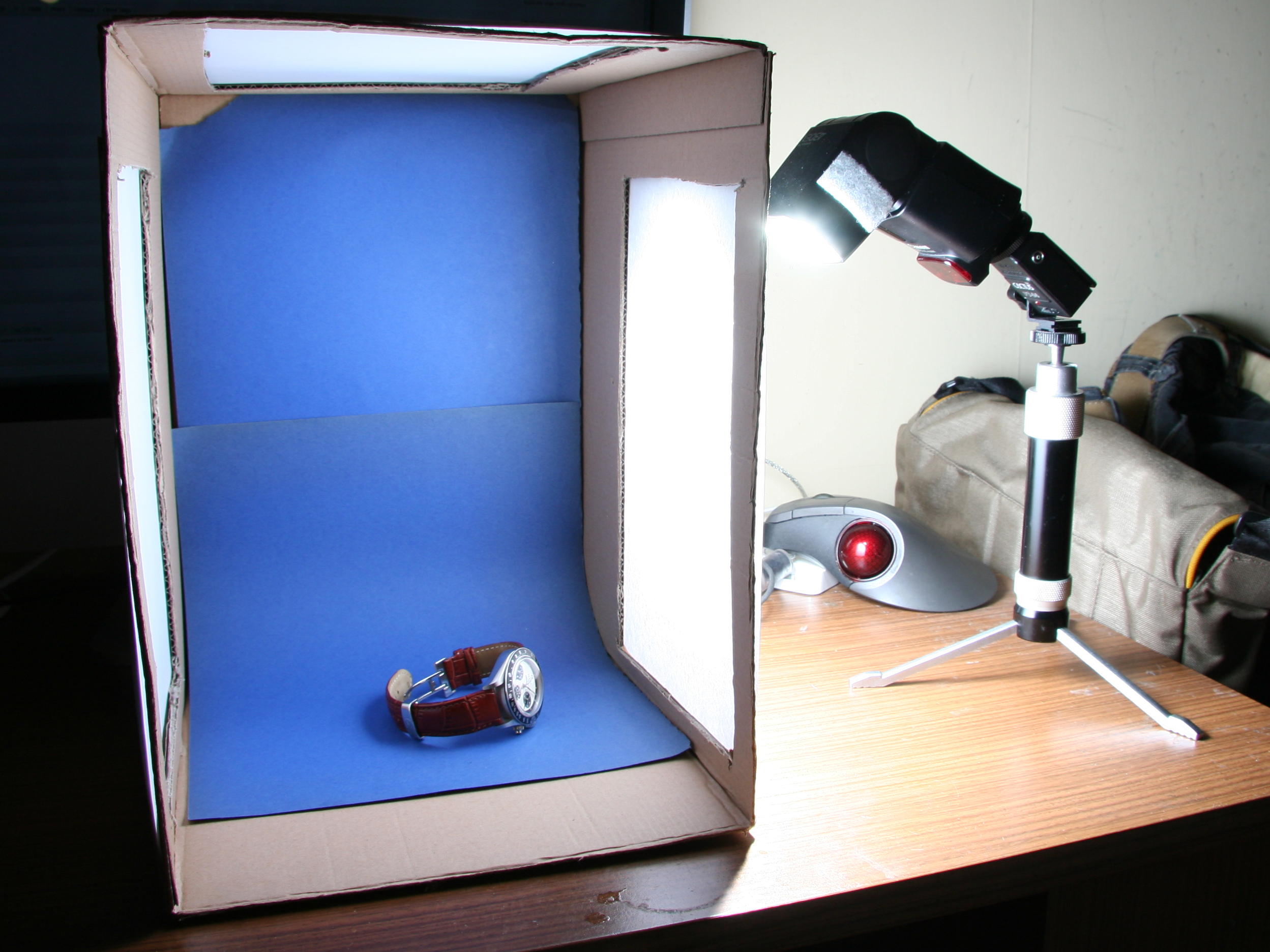
Podomácku vyrobený bezestínový box s modrým pozadím